# بوزاس
بوزاس (به فرانسوی: Bozas) یک کمون در فرانسه است که در canton of Saint-Félicien واقع شده‌است. بوزاس ۱۲٫۵ کیلومتر مربع مساحت دارد ۵۰۰ متر بالاتر از سطح دریا واقع شده‌است.